# تاتيون
تات أو التاتيّون (بالأذريّة: Tatlar تاتلار ،بالروسيّة: Таты تاتي) ويعرفون أيضاً: باللُهيجٌن، الداغلي، فرس القوقازو فرس القوقاز الجنوبي، شعوب إيرانية تعيش في القوقاز الجنوبي في أذربيجان وأرمينيا وروسيا (بشكل خاص جنوب جمهورية الداغستان)، يتحدث التات باللغة التاتيّة وهي لغة إيرانيّة غربيّة، كما يتحدثون لغات البلدان التي يقومين فيها سيما الأذريّة والروسيّة، يدين معظم التات بالإسلام (أكثرية شيعية وأقليّة سنيّة) كما توجد أقليّة تدين باليهوديّة يسمونهم في أذربيجان بيهود الجبال.